# Liste der Straßen und Plätze in Radebeul-Lindenau
Die Liste der Straßen und Plätze in Radebeul-Lindenau ist ein Auszug aus der Liste der Straßen und Plätze in Radebeul, ergänzt um die jeweiligen Koordinaten sowie um Fotos. Sie gibt eine Übersicht über die Straßen und Plätze im Stadtteil Lindenau der sächsischen Stadt Radebeul. Angeführt werden neben den Namen auch die Stadtteile, durch die die Straßen auch noch verlaufen, das Jahr der letzten Namenswidmung, der Namensgeber sowie ihre ehemaligen Namen. Darüber hinaus sind die in den zugehörigen Straßen liegenden, denkmalgeschützten Bauwerke bzw. Sehenswürdigkeiten wie auch die dort liegenden, mit einem Radebeuler Bauherrenpreis ausgezeichneten Gebäude mit ihren Hausnummern aufgeführt, dazu Anmerkungen sowie ehemalige Bewohner dieser Straße.

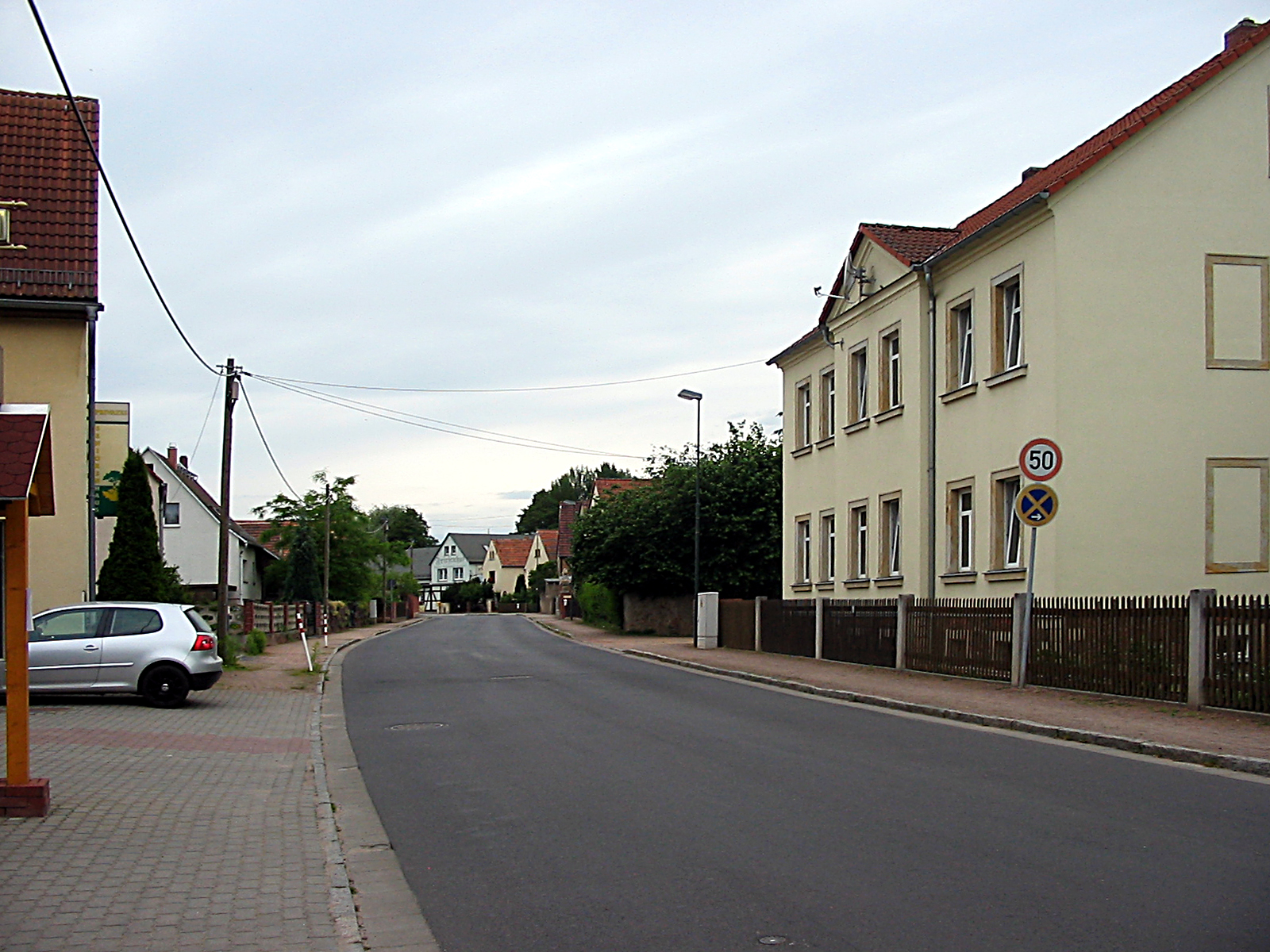
Dorfstraße Altlindenau

## Legende
Die in der Tabelle verwendeten Spalten listen die im Folgenden erläuterten Informationen auf:
- Straßen-/ Platzname: Bezeichnung der einzelnen Straßen und Plätze. (Darunter in Klammern die Koordinaten.)

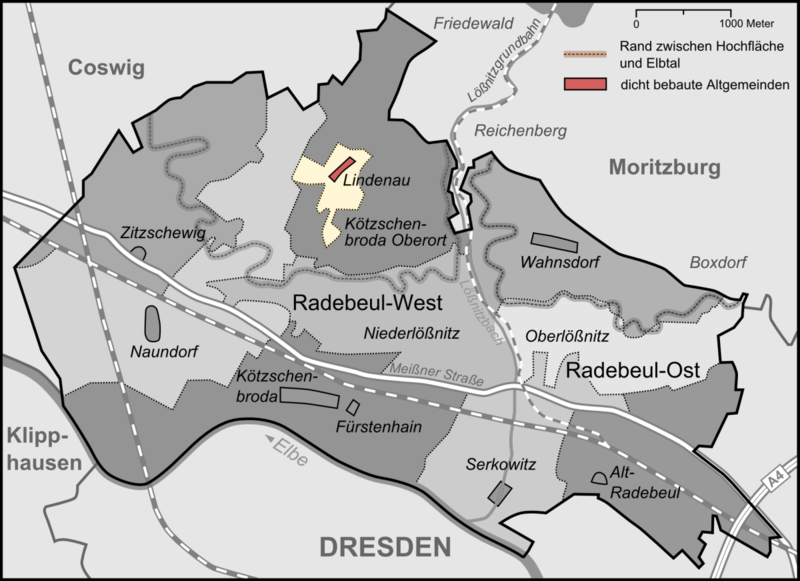
Übersicht über die Lage der Radebeuler Stadtteile

- Weitere Stadtteile: Radebeuler Stadtteile, durch die die Straße ebenfalls führt.
  - FUE: Fürstenhain (Straßenliste)
  - KOE: Kötzschenbroda (Straßenliste)
  - KOO: Kötzschenbroda-Oberort (Straßenliste)
  - LIN: Lindenau
  - NAU: Naundorf (Straßenliste)
  - NDL: Niederlößnitz (Straßenliste)
  - OBL: Oberlößnitz (Straßenliste)
  - RAD: Alt-Radebeul (Straßenliste)
  - SER: Serkowitz (Straßenliste)
  - WAH: Wahnsdorf (Straßenliste)
  - ZIT: Zitzschewig (Straßenliste)
- Widmung: Datum der Namenswidmung.
- Namensgeber: Namensgeber der letztmaligen Namenswidmung.
- Alte Namen: Vorherige Namen der Straßen und Plätze.
- Denkmale. Sehenswürdigkeiten. Bauherrenpreise: Hausnummern der in dieser Straße liegenden Denkmale, Kulturdenkmale, Sehenswürdigkeiten oder Bauherrenpreise. (Nummern in Klammer geben die Grundstücksnummer bei namentlich genannten Denkmalen oder Sehenswürdigkeiten an.)
- Bemerkung. Bewohner: Nähere Erläuterung sowie ehemalige Bewohner dieser Straße.
- Bild: Foto der Straße oder des Platzes.

## Straßen- und Platzverzeichnis
| Straßen- / Platzname         | Weitere Stadtteile | Widmung | Namensgeber             | Alte Namen                                  | Denkmale. Sehenswürdigkeiten. Bauherrenpreise | Bemerkung. Bewohner                                             | Bild                   |
| ---------------------------- | ------------------ | ------- | ----------------------- | ------------------------------------------- | --------------------------------------------- | --------------------------------------------------------------- | ---------------------- |
| Altlindenau (Lage)           |                    | 1925    | Lindenau                |                                             | 1, 18, 20, 24, 26, 28, 33                     | alte Dorfstraße                                                 | Dorfstraße Altlindenau |
| An der Juchhöh (Lage)        |                    | 1924    |                         | Amtsweg                                     |                                               |                                                                 | An der Juchhöh         |
| Andreas-Hofer-Straße (Lage)  | KOO                | 1935    | Andreas Hofer           | 1911 An der Siedlung, 1925 Wiesenstraße     |                                               |                                                                 | Andreas-Hofer-Straße   |
| Friedewaldweg (Lage)         | KOO                | 1936    | Friedewald              |                                             |                                               |                                                                 |                        |
| Jägerhofstraße (Lage)        | KOO, NDL           | 1925    | Gasthaus „Zum Jägerhof“ | ca. 1800 Jagdweg                            |                                               |                                                                 | Jägerhofstraße         |
| Moritzburger Straße (Lage)   | KOO, NDL, KOE      | 1865    | Moritzburg              | Dürrkittelgasse (oberhalb des Mohrenhauses) |                                               | entlang des alten Viehwegs zwischen Kötzschenbroda und Lindenau | Moritzburger Straße    |
| Neuländer Straße (Lage)      | KOO                | 1924    |                         | 1911 Schulweg                               |                                               | nach dem bereits im 15. Jh. belegten Flurnamen „Neuländer“      | Neuländer Straße       |
| Scharfenberger Straße (Lage) |                    | 1933    | Scharfenberg            |                                             |                                               |                                                                 | Scharfenberger Straße  |
| Sonnenleite (Lage)           | KOO                | 1925    |                         | 1920 Birkenstraße                           |                                               | alter Viehweg                                                   | Sonnenleite            |